# Hubert Fournier
Hubert Fournier (Riom, 3 september 1967) is een Frans voormalig voetballer die als verdediger speelde. Hij kwam in zijn loopbaan uit voor clubs in Frankrijk en Duitsland. Na zijn carrière stapte hij het trainersvak in. Per juni 2017 is Fournier technisch directeur bij de Franse voetbalbond.

## Spelerscarrière
Fournier begon zijn carrière bij US Maubeuge, maar verliet de laagvlieger al snel voor SM Caen in de Ligue 1. Hij had 4 jaar bij Caen gespeeld voordat hij naar EA Guingamp vertrok (Ligue 2). Hier speelde hij de meeste wedstrijden in zijn carrière. Met Guingamp promoveerde hij in het seizoen 1995/96 naar de Ligue 1. Toen hij een seizoen in de hoogste Franse divisie had gespeeld verhuisde Fournier naar Borussia Mönchengladbach in de Duitse Bundesliga. Na twee jaar in Duitsland ging Fournier terug naar Frankrijk, naar Olympique Lyon. Ook hier vertrok hij na twee jaar, hij ging terug naar Guingamp. Hij sloot zijn carrière in 2004 af bij FC Rouen.

## Trainerscarrière
Fournier was tussen 2004 en 2008 assistent-coach bij US Boulogne. Hij stond in 2008 voor het eerst zelf langs de zijlijn als coach bij FC Gueugnon. In 2009 vertrok hij als assistent naar Ligue 2-club Stade de Reims. In 2010 werd hij er hoofdcoach. Fournier promoveerde met Reims in het seizoen 2012/13 naar de Ligue 1. Reims eindigde het eerste seizoen op het hoogste niveau na 33 jaar als veertiende. Het seizoen erna eindigde Reims zelfs als elfde. Sinds 2014 is Fournier hoofdcoach van Olympique Lyon. Hij eindigde in zijn eerste seizoen als hoofdcoach in Lyon, seizoen 2014/15, als tweede achter landskampioen Paris Saint-Germain, genoeg voor een plaats in de groepsfase van de Champions League. Hij wist deze groepsfase echter niet door te komen; Lyon eindigde als laatste. Op 23 december 2015 werd Fournier ontslagen en opgevolgd door Bruno Génésio. In juni 2017 werd hij technisch directeur bij de Franse voetbalbond.